# (33896) 2000 KL40
2000 KL40 (asteroide 33896) é um asteroide da cintura principal. Possui uma excentricidade de 0.05678490 e uma inclinação de 23.24370º.
Este asteroide foi descoberto no dia 30 de maio de 2000 por LONEOS em Anderson Mesa.